# مجموعه مسجد و مغازه‌های همجوار کریم ساقی
مجموعه مسجد و مغازه‌های همجوار کریم ساقی مربوط به دوره صفوی است و در اصفهان، نبش خیابان کمال، محله جوباره واقع شده و این اثر در تاریخ ۲۲ آبان ۱۳۸۶ با شمارهٔ ثبت ۱۹۸۸۱ به‌عنوان یکی از آثار ملی ایران به ثبت رسیده است.